# Francesco De Luca (pallavolista)
Francesco De Luca (Fondi, 26 ottobre 1986) è un pallavolista italiano.
Allenatore della nazionale italiana di Beach Volley.
Giocatore e allenatore presso la scuola di Beach Volley One Beach.

## Carriera
La carriera di Francesco De Luca inizia nel settore giovanile della CO.VO.GE.S.E, diventata poi la Pallavolo Olimpia Formia, e successivamente in quello della Icom Latina, diventata poi Top Volley. Il suo primo approccio nella pallavolo professionistica si ha nella stagione 2005-06, quando disputa la Serie A2 con la maglia della Pallavolo Loreto arrivando alla semifinale della Coppa Italia di categoria e ai quarti di finale dei play-off promozione. Nell'annata successiva scende di categoria, accasandosi al Volley Brolo in Serie B1, tornando però nel campionato cadetto già nel torneo seguente, ingaggiato dal La Fenice Volley Isernia con cui disputa due campionati consecutivi. 
L'esordio nel massimo campionato italiano arriva con la maglia della Gabeca Pallavolo di Monza nella Serie A1 2009-10, mentre nella stagione successiva viene ceduto alla Pallavolo Molfetta, nella terza serie nazionale, con cui conquista la sua prima promozione in serie A2 diventando il miglior realizzatore della serie B1. Segue un breve ritorno al La Fenice Volley Isernia in A2 per poi passare, nello stesso anno, tra le mura casalinghe della SerapoVolley con cui conduce la sua squadra alla salvezza. La stagione seguente viene ingaggiato dalla Libertas Brianza di Cantù, con la quale ottiene la sua seconda promozione dalla Serie B1 alla Serie A2 e dove militerà anche il successivo anno.
Dopo un'annata al Junior Volley Civita Castellana conclusa con la terza promozione in Serie A2 si trasferisce al neopromosso Volley Ball Club Mondovì a partire dalla Serie A2 2015-16. Nella stagione 2016-17 si accasa all'Hydra Volley di Latina ed è costretto, a causa del fallimento della società a metà stagione, ad interrompere il campionato mentre con i suoi compagni deteneva per l'ennesima volta il primo posto in classifica nel campionato di Serie B1 girone F.
La stagione 2017-2018 è una stagione di stop dalla pallavolo, infatti Francesco si dedica totalmente al beach volley accasandosi presso la BeachVolley Academy ed allenato da Gianni Mascagna.
Nel 2018-19 ritorna a calcare il parquet presso l'APD Sabaudia Volley nel campionato di Serie B Unica (Girone F) ottenendo la sua quarta promozione in serie A3.
Dal 2020 si dedica completamente al beach volley, mettendo da parte la carriera del volley indoor. Allena e gioca presso l'asd One Beach (scuola creata, con la sua famiglia, nel 2016-17). Durante la sua carriera da beacher sono tanti i tornei disputati sia a livello nazionale che internazionale, con ottimi piazzamenti.
Nel 2025 entra a far parte dello staff azzurro femminile di beach volley alla corte degli allenatori Caterina De Marinis ed Ettore Marcovecchio.